# Staroșîika (Vîsoka Pici), Jîtomîr
Staroșîika (în ucraineană Старошийка) este un sat în comuna Vîsoka Pici din raionul Jîtomîr, regiunea Jîtomîr, Ucraina.

## Demografie
Componența lingvistică a localității Staroșîika
     Ucraineană (98,37%)
     Rusă (1,31%)
Conform recensământului din 2001, majoritatea populației localității Staroșîika era vorbitoare de ucraineană (98,37%), existând în minoritate și vorbitori de rusă (1,31%).